# Comunidad clímax

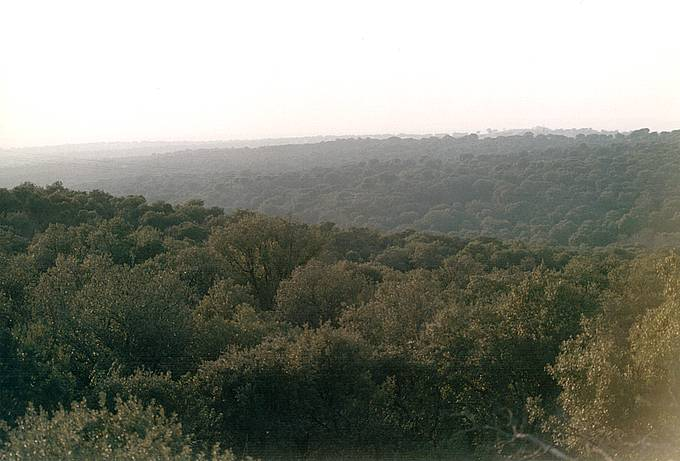
El encinar es la comunidad clímax de la región mediterránea.

Una comunidad clímax o vegetación potencial  es aquella comunidad que puede desarrollarse estable y sosteniblemente bajo las condiciones climáticas y edáficas que prevalecen en un estado avanzado de sucesión ecológica. 
El clímax de una comunidad se da cuando ésta llega al estado de desarrollo estable en que hay poco crecimiento biomásico y donde los organismos están más especializados, mejor adaptados y más organizados; es decir, la comunidad está madura y hace un uso óptimo del espacio y la energía, estableciéndose un equilibrio dinámico entre los organismos y el medio ambiente. Normalmente presenta una amplia variedad de especies y nichos ecológicos. Asimismo, una comunidad madura presenta mayor tolerancia a los cambios producidos por los fenómenos naturales. En cambio, una comunidad joven, recién instalada es más susceptible a los cambios y fácilmente puede ser alterada en su composición.
Un bosque o una selva son ejemplo de comunidades clímax, maduras y estables; y un desierto o un río caudaloso son ejemplos de comunidades inestables, poco maduras.
Las comunidades clímax pueden ser edafófilas, si están condicionadas por la humedad edáfica o climatófilas si lo están por el macroclima.

## Empleo del término

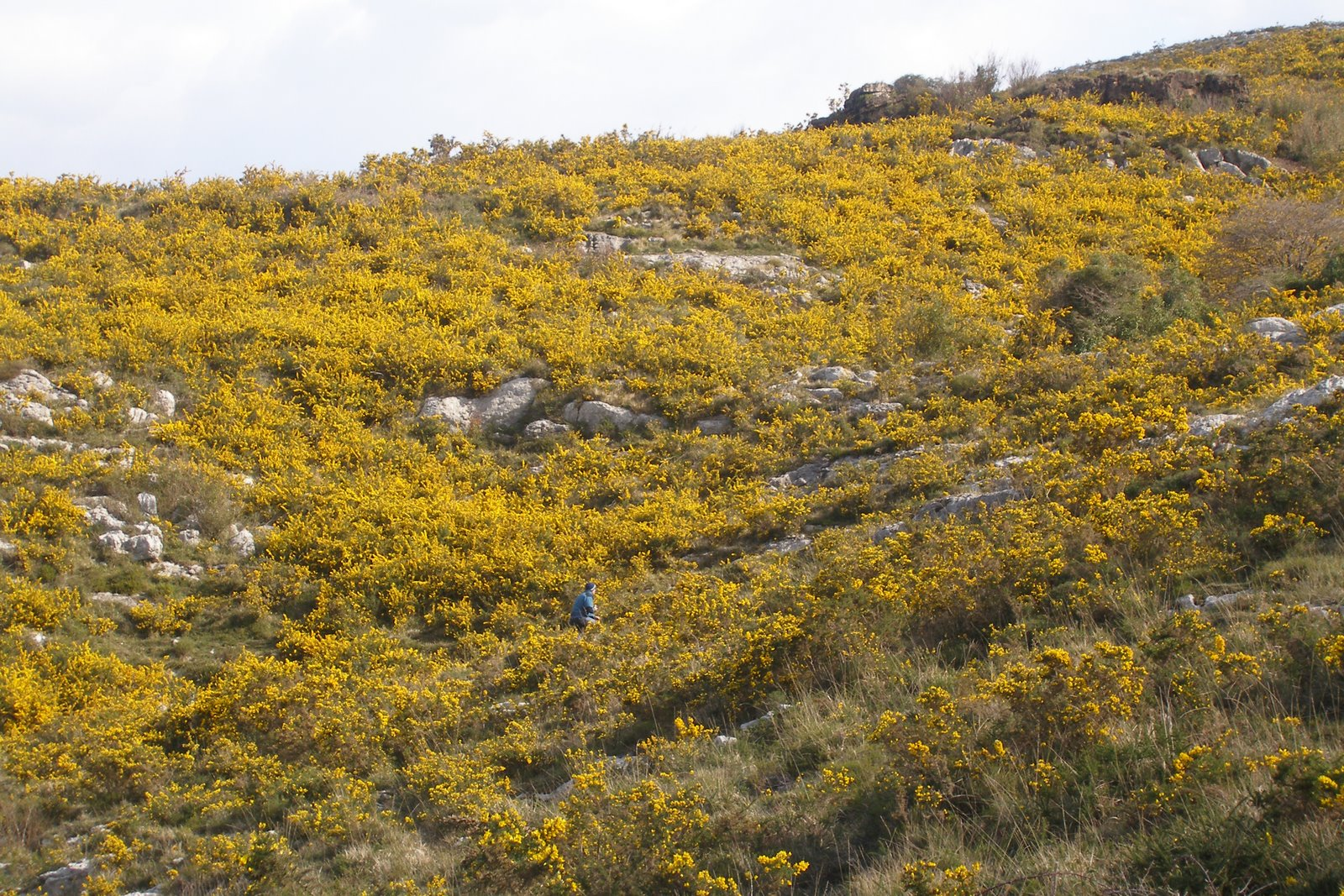
La landa, en la que predomina el tojo en sustitución del bosque caducifolio, tienen su origen en la acción del hombre a través de sus prácticas ganaderas extensivas apoyadas en la quema, lo que lleva a una reiterada sucesión regresiva o disclímax.

En lo relativo al uso actual del concepto de comunidad clímax como aquella única combinación de especies a la que el proceso natural de sucesión ecológica inevitablemente desemboca cabe decir que no cuenta con el apoyo en la comunidad científica que tenía al comienzo cuando Clements presentó la idea y acuñó el término. Según la idea original de Clements, cada zona climática presentaba una única comunidad clímax posible. Esta idea no es estrictamente cierta y presenta algunos problemas. Por un lado, es sabido que la vegetación clímax cambia como resultado del cambio climático, por otro cabe también señalar que una comunidad clímax está permanentemente sujeta a cambios naturales en factores naturales que bien podrían definirse como perturbaciones. El concepto de sucesión cíclica trata de abordar y resolver algunos de estos aspectos. En la actualidad el término clímax sigue usándose de forma menos precisa por ecólogos.[cita requerida]

## Tipos de comunidades clímax
- Comunidad clímax ideal. La comunidad que habría si ninguna acción humana hubiera tenido jamás lugar.
- Comunidad clímax potencial. La comunidad que habría donde hubiera cesado toda acción humana desde varios siglos atrás, sin cambiar el clima.
- Comunidad real. La comunidad que existe actualmente.
- Paraclímax. La comunidad que, como consecuencia de condiciones edáficas extraordinarias, difiere de la clímax potencial regional y ya no continua desarrollándose.
- Disclímax. La comunidad estable que no es clímax climático o edáfico en relación con el lugar en que se encuentra, y que es mantenida por el hombre o por sus animales domésticos. Es también conocido como clímax de perturbación o clímax antropogénico.